# Пески (Северо-Казахстанская область)

Пески (каз. Пески) — село в районе имени Габита Мусрепова Северо-Казахстанской области Казахстана. Входит в состав Червонного сельского округа. Находится на левом берегу реки Ишим, примерно в 5 км к северо-востоку от села Новоишимское, административного центра района, на высоте 177 метров над уровнем моря. Код КАТО — 596663300.

## Население
В 1999 году численность населения села составляла 711 человек (359 мужчин и 352 женщины). По данным переписи 2009 года, в селе проживало 698 человек (343 мужчины и 355 женщин).